# Zoo Cup
Zoo Cup est une série télévisée d'animation franco-belge en 52 épisodes de 2 minutes, créée par Picha, diffusée à partir du 17 juin 1994 sur Canal+ et rediffusée sur La Cinquième dans Cellulo et Gulli.

## Synopsis
Le saviez-vous ? Les animaux jouent au foot et ont, eux aussi, leur Coupe du Monde. C'est alors l'occasion de matchs sauvagement disputés où tous les coups sont permis. Pour la gloire du sport, les souris n'hésitent pas à défier les chats sur la pelouse d'un stade bondé. Les otaries smatchent de la tête, les lièvres effectuent des reprises de volée, les éléphants amortissent de la trompe...

## Voix
- Jean-Claude Donda : Jean-Baptiste Le Pied (le serpent commentateur)

## Fiche technique
- Scénario : Picha, Jean François Henry
- Musique : Doctors Swing
- Montage : Martine Zevort
- Coordination : Gangster Production
- Studio d'animation : Arathos Studio A et Fifty Fifty
- Son : Studio Merjithur
- Production : Pils Films, YC Aligator Films, Tchin Tchin Production

## Épisodes
La liste ci-dessous provient de la VHS, l'ordre est donc sujet à caution.
1. Hippopotames des embouchures vs Kangourous du bush
2. Moutons de prés salés vs Loups des steppes
3. Tortues vs Lièvres
4. Rhinocéros vs Éléphants
5. Otaries des banquises vs Crocodiles des marigots
6. Renards communs vs Chiens domestiques
7. Loups des steppes vs Crocodiles des marigots
8. Poules fermières vs Canards de barbarie
9. Pieuvres des abysses vs Serpents venimeux
10. Otaries des banquises vs Cochons des bocages
11. Kangourous vs Grenouilles
12. Loups vs Colombes
13. Souris de laboratoire vs Chats de concierge
14. Canards de Barbarie vs Écureuils des sous-bois
15. Pieuvres vs Hippopotames
16. Coq des basses-cours vs Serpents des fourrés
17. Autruches vs Corbeaux
18. Hippopotames vs Autruches
19. Éléphants des savanes vs Souris de laboratoire
20. Kangourous du bush vs Renards des sables
21. Hérissons vs Bœufs
22. Chiens vs Chats
23. Éléphants des savanes vs Hippopotames des embouchures
24. Kangourous du bush vs Cafards des villes
25. Kangourous du bush vs Singes arboricoles
26. Taupes des jardins vs Vers de terre
27. Poules fermières vs Autruches des plateaux
28. Grenouilles des marais vs Bœufs domestiques
29. Crocodiles des marigots vs Singes arboricoles
30. Chenilles des tropiques vs Poules fermières
31. Chiens de compagnie vs Crocodiles des marigots
32. Moutons de prés salés vs Éléphants des savanes
33. Pingouins vs Girafes
34. Chiens vs Loups
35. Hippopotames vs Cochons
36. Sarigues vs Renards
37. Petits cochons vs Grands méchants loups
38. Escargots vs Moules
39. Rhinocéros des taïgas vs Taupes des jardins
40. Singes arboricoles vs Lézards communs
41. Cochons vs Crocodiles
42. Otaries des banquises vs Hippopotames des embouchures
43. Vaches laitières vs Moutons de pré-salés
44. Tortues maraîchères vs Escargots du potager
45. Lézards vs Pieuvres
46. Coqs de basse-cour vs Poules fermières
47. Veaux élevés sous la mère vs Cochons de batterie
48. Taureaux communs vs Rhinocéros blancs
49. Corbeaux vs Renards
50. Taupes des jardins vs Éléphants des savanes
51. Rhinocéros des taïgas vs Otaries des banquises
52. Serpents vs Têtards
53. Éléphants de cirque vs Éléphants sauvages
54. Rhinocéros des taïgas vs Autruches des plateaux
55. Girafes des plateaux vs Moutons de prés-salés
56. Kangourous vs Termites

## Commentaires
Deux ans auparavant, Picha avait également créé une autre série intitulée Zoo Olympics ayant pour thème les Jeux olympiques.

## Produits dérivés

### VHS
- Zoo Cup (2 avril 1998) (ASIN B000053XHR)